# Katastrofa górnicza w Cheche
Katastrofa w Cheche – katastrofa, która miała miejsce 16 lipca 2001 w miasteczku Cheche w regionie autonomicznym Kuangsi (Chiny). W miejscowej kopalni cyny doszło do powodzi, na skutek uszkodzenia dużej studni. Kopalnia została zalana i zginęło około 200-300 górników.
Władze i właściciele kopalni próbowali zatuszować sprawę. Dwa tygodnie po katastrofie publikację na jej temat przedstawiła szanghajska gazeta Dziennik Młodzieżowy Szanghaju (ang. Shanghai Youth Daily), a następnie Dziennik Wuhan (ang. Wuhan Daily). Gazety oskarżyły rząd o próbę uciszenia krewnych i znajomych ofiar, poprzez wypłacenie im dużych odszkodowań (około 20000 RMB). Rząd stanowczo zaprzeczył tym informacjom. Na skutek presji medialnej, zmienił jednak podejście i już na początku sierpnia aresztował 15 menedżerów kopalni, oskarżając ich o próbę zatuszowania sprawy, próbę przekupstwa ofiar i grożenie dziennikarzom. Według amerykańskiego Committee to Protect Journalists, do dziennikarzy przed publikacją celowano z pistoletów, goniono z nożem. Miejscowi dziennikarze nie odważyli się na publikację, a jedynie przekazali informację kolegom z Szanghaju.
Jednak pomimo tego sukcesu prasy, już kilka dni po aresztowaniach, chiński rząd wprowadził nowe regulacje mediów zakazujące m.in. negowania marksizmu, myśli Mao Zedonga, teorii Denga Xiaopinga, przeciwstawiania się regułom, poglądom i polityce partii komunistycznej, ujawniania tajemnic państwowych, szkodzenia interesowi narodowemu, przeciwstawiania się oficjalnemu podejściu do mniejszości narodowych i etnicznych, zakaz rozsiewania plotek i wiele innych podobnych.